# Dunschiller

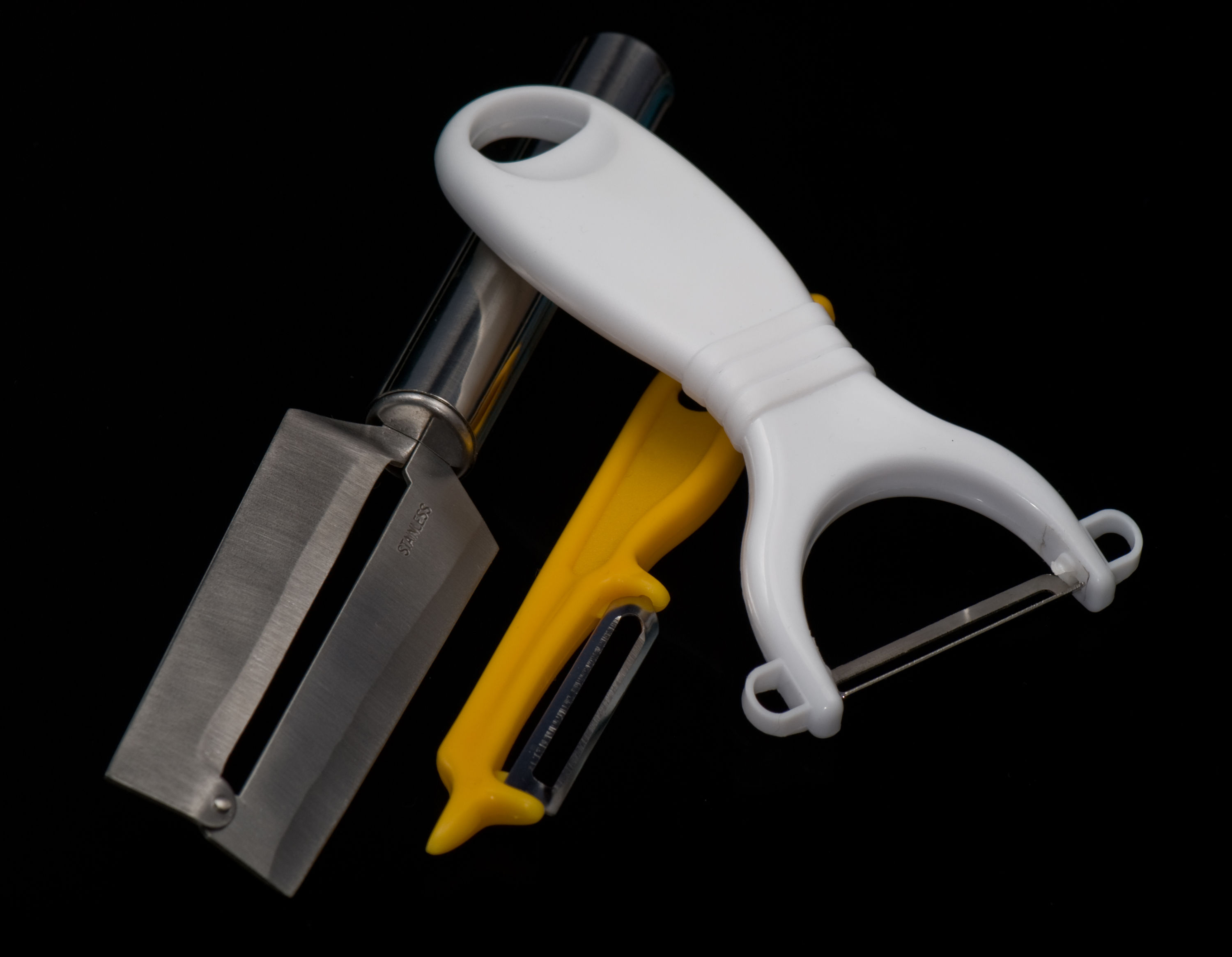
Dunschillers

Een dunschiller is een mesje waarmee alleen dun geschild kan worden. Wordt bijvoorbeeld gebruikt voor het schillen van aardappels, appels, komkommers enzovoort.
Het mesje is voorzien van een gleuf, waarvan de onderste rand scherp is gemaakt. De bovenste rand verhindert dat het mesje diep in het product kan worden gesneden. De werking is te vergelijken met die van een kaasschaaf. Het mesje kan parallel aan het lemmet zijn bevestigd, maar kan er ook haaks opstaan zoals bij een kaasschaaf. 
De Famos-aardappelschiller, een dunschiller met een in de lengte gemonteerd beweegbaar mes, is uitgevonden door Albert Deimel uit het Sauerlandse plaatsje Schönholthausen. Het is gepatenteerd in 1936. Het Rex-model van Alfred Neweczerzal, dat in 1947 werd gepatenteerd, was de eerste dunschiller met een dwars beweegbaar mes. Deze dunschiller wordt nog steeds geproduceerd door Zena AG. Elk jaar worden er twee miljoen stuks geproduceerd, in 2009 waren er in totaal meer dan 70 miljoen dunschillers. Twee derde van de productie wordt geëxporteerd. De dunschiller "Rex" verscheen in 2004 in de serie "Swiss Design Classics" als motief op de 15 centime Zwitserse postzegel.
Het mesje zit meestal flexibel in een houder, zodat het met de ronding van het product mee kan draaien. Dit gedeelte kan ook uit de houder worden gehaald en er ondersteboven weer worden ingezet. Zo kunnen linkshandigen hem ook gebruiken. Er zijn echter ook dunschillers met een vast mes parallel aan het lemmet, dat in dit geval meestal van hout of kunststof is gemaakt. Dit type dunschiller kan ook zowel links- als rechtshandig worden gebruikt omdat er twee snijkanten aan het mesje zitten.
Een dunschiller kan voorzien zijn van een scherpe punt aan de bovenkant of achterkant om rotte plekken te kunnen verwijderen. 